# Synanthedon dybowskii
Synanthedon dybowskii is een vlinder uit de familie wespvlinders (Sesiidae), onderfamilie Sesiinae.
Synanthedon dybowskii is voor het eerst wetenschappelijk beschreven door Le Cerf in 1917. De soort komt voor in het Afrotropisch gebied.